# 斯蒂夫·马斯洛
斯蒂夫·马斯洛（英語：Steve Maslow）为一位美国音讯工程师。他曾赢得了3次奥斯卡最佳音响效果奖，并在这个奖项上获得了4次提名。自1978年期他曾参与超过200部电影的制作。

## 精选影视作品
马斯洛共赢得3次奥斯卡最佳音响效果奖和4次提名。
获奖：
- 星球大战V：帝国反击战 (1980)[1]
- 夺宝奇兵 (1981)[2]
- 生死时速 (1994)[3]

提名：
- 沙丘 (1984)[4]
- 未来水世界 (1995)[5]
- 龙卷风 (1996)[6]
- 猎杀U-571 (2000)[7]